# يوميات آن فرانك (فلم)
يوميات آن فرانك (بالإنجليزية: The Diary of Anne Frank) هو فيلم تم إنتاجه في الولايات المتحدة وصدر في سنة 1959.

## طاقم التمثيل
- شيلي وينترز

### ترشيحات وجوائز
| السنة | الحدث  | الفئة              | النتيجة |
| ----- | ------ | ------------------ | ------- |
|       | أوسكار | أفضل تصوير سينمائي | فوز     |

## الميزانية والإيرادات
بلغت تكلفة إنتاج الفيلم حوالي 3.8 مليون دولار بينما حقق أرباحا تقدر بـ 2.3 مليون دولار (est. / Canada rentals).

## وصلات خارجية
- يوميات آن فرانك على موقع IMDb (الإنجليزية)
- يوميات آن فرانك على موقع ميتاكريتيك (الإنجليزية)
- يوميات آن فرانك على موقع الموسوعة البريطانية (الإنجليزية)
- يوميات آن فرانك على موقع روتن توميتوز (الإنجليزية)
- يوميات آن فرانك على موقع نتفليكس (الإنجليزية)
- يوميات آن فرانك على موقع قاعدة بيانات الأفلام العربية
- يوميات آن فرانك على موقع ألو سيني (الفرنسية)
- يوميات آن فرانك على موقع Turner Classic Movies (الإنجليزية)
- يوميات آن فرانك على موقع أول موفي (الإنجليزية)
- يوميات آن فرانك على موقع فيلمافينيتي (الإسبانية)

1. 1 2 3 4  مذكور في: موسوعة بريتانيكا على الإنترنت. لغة العمل أو لغة الاسم: الإنجليزية.
2. 1 2 3  وصلة مرجع: https://www.oscars.org/oscars/ceremonies/1960.
3. ↑  وصلة مرجع: http://www.imdb.com/title/tt0052738/. الوصول: 13 مايو 2016.
4. ↑  وصلة مرجع: http://www.allocine.fr/film/fichefilm_gen_cfilm=5088.html. الوصول: 13 مايو 2016.
5. ↑  وصلة مرجع: http://www.filmaffinity.com/en/film674175.html. الوصول: 13 مايو 2016.